# 严辰
严辰（1914年—2003年），原名严汉民，笔名厂民、安敏、严翔、A.M等，男，江苏武进人，中国作家，《人民文学》原副主编，黑龙江省文学艺术界联合会原副主席。